# Pere Oliver de Boteller i de Riquer
Pere Oliver de Boteller i de Riquer (Tortosa, 1517 - Barcelona, 1587) fou cabiscol i canonge de Tortosa. Va ésser elegit president de la Diputació del General el 22 de juliol de 1575. El desembre de 1584 tornaria a ser nominat a causa de la mort prematura de Jaume Beuló que havia estat elegit uns mesos abans. Ell mateix tampoc acabaria aquest segon mandat al morir a l'abril de 1587, només tres mesos abans de l'elecció. El seu successor interí va ser Martí Joan de Calders.
Era fill de Lluís Oliver i de Boteller, vescomte de Castellbò i de Jerònima de Riquer, nebot del també president Francesc Oliver i de Boteller i germanastre de Francesc Oliver de Boteller que també seria president en el període 1587-88 i 1596-98.
Havia estat casat amb Joana Morales fins que va enviudar i es va fer prevere. Havia estat rector a Vinaròs (1544) i cabiscol i canonge de la seu de Tortosa cap al 1565.

## Primer mandat (1575-1578)
Havia estat collidor del fogatge a Tortosa el 1565. Quan va ocupar el càrrec de president al seu primer trienni, engegà una campanya de recuperació del deute i sanejament dels comptes públics, i actualitzà les tarifes dels drets aplicats sobre teles i merceries. En la lluita contra el frau arribà a càstigs exemplaritzants contra els bandolers com el fer penjar engabiats al portal de Sant Antoni de Barcelona els caps de Jaume Pey i un tal Cerdanyeta, "per causar perjudici al General". Continuen les topades amb el poder reial pel control del comerç, amb contínues invasions competencials per part del lloctinent que enfurisma tant a la Diputació com al Consell de Cent. Pere Oliver de Boteller hagué de reaccionar per l'actuació de les autoritats militars reials, per afers com la invasió de la jurisdicció ordinària a la vila de Perpinyà o la confiscació de recaptacions del General.
Efectua una compilació dels capítols de redreç aprovats des de les Corts de Barcelona (1480) fins a aquell moment.
Dins d'un procés d'apropament de la institució al territori, Pere Oliver va crear delegacions del General a Lleida i Tortosa i el 1575 s'iniciaren les obres de les de Cervera, Girona i Tarragona. Amb tot i, davant una certa inflació de càrrecs públics, s'inicià l'eliminació (per no renovació a la mort del titular) d'un centenar d'"oficis mecànics". Amb Pere Oliver, a la Generalitat es viu un període de contenció econòmica que arribà fins a publicar unes instruccions internes que fixen la quantitat de paper i plomes que havien de tenir els oficials.

## Segon mandat (1584-1587)
En el segon mandat, compartirà trienni amb Joan de Queralt i de Ribes, diputat pel braç militar, qui serà acusat de reialista i de frau i corrupció en càrrecs públics. Aquestes acusacions no eren benvingudes en un moment en què la institució estava sent molt rigorosa amb els deutors amb confiscació de finques, castells i, fins i tot, presó. Les Corts de Montsó (1585) acorden un concert amb alguns deutors per a recuperar progressivament el deute. També en aquestes Corts es manifestà la necessitat de posar fre a la política d'increments salarials de la Generalitat.
Amb tot, una de les dificultats més grans que va tenir durant el seu segon mandat va ser la manipulació que va sofrir la publicació de les Constitucions aprovades a les Corts de Montsó (1585). A la documentació rebuda de les autoritats reials per a ser impreses mancaven les actes relatives al Sant Ofici, la Capitania General, el comerç de cavalls i s'havia afegit una relativa a l'augment salarial del Consell Reial. Darrere d'aquesta manipulació tornà a aparèixer la intervenció de Joan de Queralt i de Ribes qui serà jutjat i, posteriorment exonerat per la Reial Audiència.